# Coleção de Obras Representativas da UNESCO
A Coleção de Obras Representativas da UNESCO foi um projeto de tradução da UNESCO (Organização das Nações Unidas para a Educação, a Ciência e a Cultura em português) ativo entre 1948 até 2005. O projeto tinha como objetivo traduzir grandes obras literárias do mundo, principalmente línguas menos reconhecidas, para uma língua mais internacional como o inglês ou o francês. Um total de 1060 livros fazem parte do catálogo de livros da coleção representando mais de cinquenta línguas asiáticas, vinte línguas europeias além de obras literárias da África e da Oceania.
A seleção dos livros a serem traduzidos geralmente funcionava da seguinte maneira: membros parte da UNESCO sugeriam obras literárias representativas de sua cultura, além das sugestões de organizações internacionais como a International PEN. A UNESCO também aceitava sugestões de editoras dispostas a traduzir certas obras literárias.